# Isola Rizza
Isola Rizza est une commune italienne de la province de Vérone dans la région de Vénétie.

## Administration
| Période                                  | Période  | Identité          | Étiquette | Qualité |
| ---------------------------------------- | -------- | ----------------- | --------- | ------- |
| Depuis 2004                              | En cours | Giovanni De Fanti |           |         |
| Les données manquantes sont à compléter. |          |                   |           |         |

### Communes limitrophes
Bovolone, Oppeano, Ronco all'Adige, Roverchiara, San Pietro di Morubio